# 827
| [ Edytuj tabelę ]          |                                                                  |
| Król Anglii                | - 825 Egbert 839                                                 |
| Hrabia Aragonii            | - 809 Aznar I 839                                                |
| Król Asturii               | - 791 Alfons II 842                                              |
| Hrabia Barcelony           | - 826 Bernard 832                                                |
| Cesarz Bizancjum           | - 820 Michał II Amoryjczyk 829                                   |
| Chan Bułgarii              | - 814 Omurtag 831                                                |
| Cesarz Chin                | - 826 Tang Wenzong 840                                           |
| Król Franków wschodnich    | - 814 Ludwik I Pobożny 840                                       |
| Cesarz Japonii             | - 823 Junna 833                                                  |
| Władca Jutlandii           | - 812 Harald Klak 827                                            |
| Kalif                      | - 813 Al-Mamun 833                                               |
| Król Khmerów               | - 802 Dżajawarman II 850                                         |
| Patriarcha Konstantynopola | - 821 Antoni I Kassimates 836                                    |
| Król Mercji                | - 825 Ludeca 827                                                 |
| Król Nawarry               | - 824 Inigo Arista 851                                           |
| Król Nortumbrii            | - 808 Eanred 840                                                 |
| Książę Obodrzyców          | - 826 Gostomysł 844                                              |
| Papież                     | - 824 Eugeniusz II 827 - 827 Walentyn 827 - 827 Grzegorz IV 844  |
| Cesarz rzymski             | - 814 Ludwik I Pobożny 840 - 817 Lotar I 855                     |
| Doża Wenecji               | - 809 Angelo Partecipazio 827 - 827 Giustiniano Partecipazio 829 |
| Książę wielkomorawski      | - 820 Mojmir I 846                                               |

Rok 827 / DCCCXXVII
stulecia: VIII wiek ~
IX wiek ~
X wiek

lata: 817 «
822 «
823 «
824 «
825 «
826 «
827
» 828
» 829
» 830
» 831
» 832
» 837

## Wydarzenia
- Europa
  - Władca Jutlandii Harald Klak opuścił Danię i osiada we Fryzji
  - sierpień - Walentyn został wybrany papieżem
  - wrzesień - grudzień - wybór Grzegorza, kardynała - prezbitera kościoła świętego Marka, na Stolicę Piotrową.
  - początek podboju Sycylii przez Arabów
  - flota bizantyjska opuściła miasta dalmatyńskie

## Urodzili się
- Święty Cyryl (Konstantyn) - Apostoł Słowian.